# Strobel Verlag
Der Strobel Verlag GmbH & Co. KG ist ein deutsches Verlagshaus mit dem Schwerpunkt Sanitär-, Heizungs-, Klima- und Gebäudetechnik, Technische Gebäudeausrüstung, Barrierefreies Wohnen, Erneuerbare Energien und Energieeffizienz, Elektro- und Umwelttechnik, Küchentechnik und Küchenfachhandel sowie Kachelofen- und Luftheizungsbau. CEO und Managing Partner ist Michael Voss. Der Verlag hat seinen Sitz in Arnsberg.

## Geschichte
Gegründet wurde das Unternehmen im Jahre 1872 in Leipzig durch Klempnermeister Friedrich Stoll jun., der kurze Zeit später dort auch eine  kleine Druckerei eröffnete.  Dem  Handwerksmeister wurde als Angehöriger der Familie Wilhelmy die Schriftleitung der neugegründeten Fachzeitschrift „DZB“ (Deutsche Zeitschrift für Blecharbeiter) aufgetragen. Darauf folgte die Aufnahme in den Börsenverein des Deutschen Buchhandels zu Leipzig.
1893 wurde die Verlagsleitung an den Klempnermeister E. Otto Wilhelmy übertragen, dem seine Ehefrau Helene und Schwiegersohn Eugen Strobel von Anfang an zur Seite standen. Nach dem Tod von E. Otto Wilhelmy übernahmen im Jahre 1897 Eugen Strobel und Helene Wilhelmy das Unternehmen. Eugen Strobel verstarb im Jahre 1929. Nach seinem Ableben führten seine Söhne  Curt Strobel und Herbert Strobel zusammen mit Vetter Georg Wilhelmy das Verlagsgeschäft fort. Der Verlagsort Leipzig blieb bis 1945 bestehen.
Im Jahre 1943 wurden in Berlin die „Illustrierte Zeitung für Blechindustrie und Installation“ mit der im Jahre 1939 durch die Gebrüder Strobel erworbenen DIKZ („Deutsche Installateur und Klempner Zeitung“) und der „Deutschen Klempner-Zeitung“ zur „Vereinigten Installateur- und Klempner-Zeitung“ zusammengeführt.  Curt Strobel verstarb im Jahre 1946. Sein Bruder, Herbert Strobel, wurde mit seiner Familie aufgrund des Krieges nach Arnsberg versetzt. Als Major des Heeres wurde er im März 1945 zum Opfer des Krieges. Seine Frau, Alice Strobel, erhielt als Kriegswitwe im Jahre 1948 unter der Lizenz-Nr. 189 von der britischen Militärregierung die Genehmigung zur Herausgabe der „Nordwestdeutschen Installateur- und Klempner-Zeitung“ (IKZ). Die erste IKZ nach dem Krieg erschien im Mai 1948.

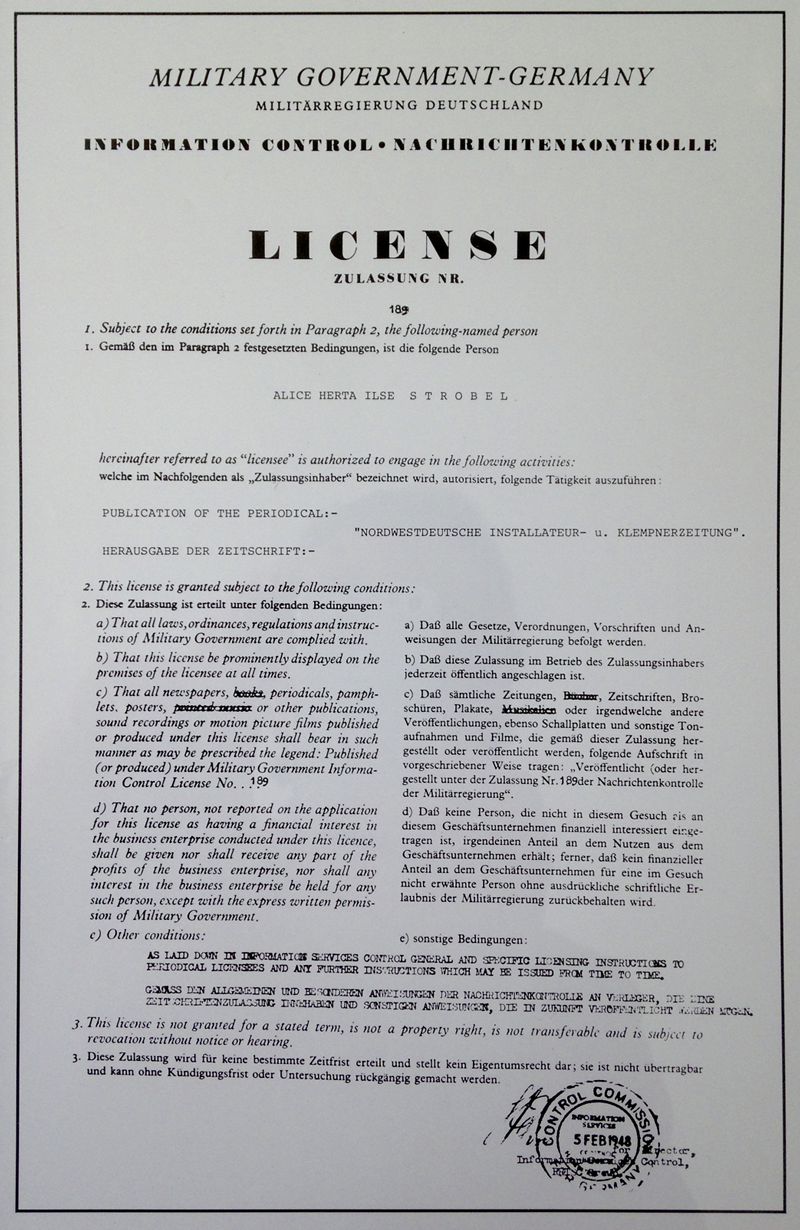
Lizenz zur Herausgabe der „Nordwestdeutschen Installateur- und Klempnerzeitung“

Ebenfalls im Jahre 1948 wurde die „IKZ“ offizielles Organ aller Landesinnungsverbände der  Britischen Besatzungszone sowie dem Verband Hessen (Amerikanische Zone) und Rheinland-Pfalz (Französische Zone).  Im Jahre 1951 erklärte auch der Zentralverband des Installateur-, Klempner-, Kupferschmiede- und Zentralheizungsbauerhandwerks mit Sitz in Bonn die „IKZ“ (heute IKZ-HAUSTECHNIK) zu seinem Verbandsorgan. Aus politischen Gründen war die Wiederaufnahme der verlegerischen Tätigkeit in Leipzig nicht möglich. In den Nachkriegsjahren wurde das Verlagshaus unter der Regie von Alice Strobel wieder aufgebaut und es kamen weitere Fachzeitschriften wie die Nachwuchszeitschrift im Bereich Sanitär-Heizung-Klima, die „ikz Lehrling und Geselle“ (heute IKZ-PRAXIS), die Fachzeitschrift FLÜSSIGGAS, der Titel KÜCHENPLANER,  der Verbandstitel K&L Magazin (Kachelofen- und Luftheizungsbau) und die Endverbraucherzeitschrift MEIN NEUES BAD (heute integriert in dem Magazin inwohnen) hinzu. Schon  vor dem Tod von Alice Strobel im Jahre 1987 lag die Verantwortung in den Händen von Sohn Ekkehard Strobel, der als Seniorchef bis Ende 2020  im STROBEL VERLAG aktiv war.  Seit 1988 stand Christopher Strobel seinem Vater Ekkehard Strobel zur Seite und war zwischen 2004 und 2020 geschäftsführender Gesellschafter.
Seit Januar 2021 ist Michael Voss Verleger und Geschäftsführer der Strobel Media Group.

## Medien
- IKZ-HAUSTECHNIK
- IKZ-FACHPLANER
- IKZ-ENERGY
- IKZ-PRAXIS
- KÜCHENPLANER
- FLÜSSIGGAS